# Krzysztof Ciepliński (muzyk)
Krzysztof (Mieczysław) Ciepliński ps. Cieplak (ur. 3 sierpnia 1952 w Sieradzu, zm. 3 stycznia 2008 w Warszawie) – polski muzyk, gitarzysta, wokalista, specjalista od skrzypiec i instrumentów strunowych.

## Wykonawcy z którymi muzyk współpracował
- Minusy
- Armia Zbawienia
- Boom
- Grupa Dominika
- Bumerang
- Zespół Ireny Jarockiej
- Zespół Anny Jantar
- Homo Homini
- Traffic Lights[1]

i inni.

## Dyskografia
Z zespołem Homo Homini:

### Albumy
- 1979: Homo Homini (4) (LP, Pronit SX 1789)

### Nagrania radiowe
1978: W rabarbarowym gaju, Za siebie, Może w maju, może w grudniu, Za wieczoru srebrną bramą; 
1979: Więcej wciąż przed nami, niż za nami, Szkoda każdego dnia;  
1980–1981: Jeden z drugim, Open Roads, You Can't Give It All Away, Rym do rymu.